# Salix lanata
Salix lanata es una especie de sauce perteneciente a la familia de las salicáceas. Es nativa de las regiones de la tundra en la Región Circumboreal. 

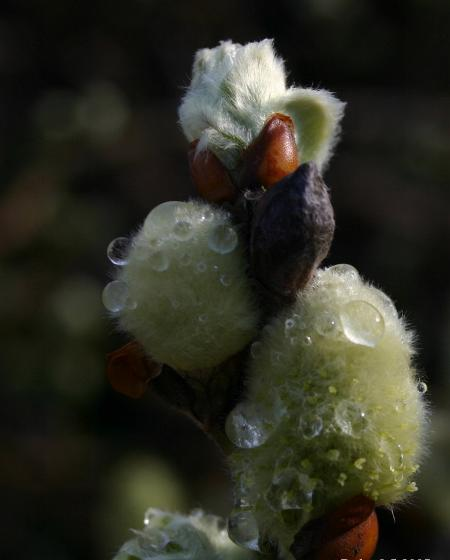
Detalle de los amentos

## Descripción
Salix lanata es un arbusto caducifolio con las hojas densamente pubescentes. Florece durante los meses de mayo, junio y julio. Es una planta dioica (con plantas masculinas y femeninas en plantas separadas). Las hojas tienen pubescencia (pelos finos) y por eso recibe el nombre específico de lanata.

## Taxonomía
Salix laevigata fue descrita por Carlos Linneo y publicado en Species Plantarum 2: 1019, en el año 1753.
Etimología
Salix: nombre genérico latino para el sauce, sus ramas y madera.
lanata: epíteto latino que significa "lanuda".
Variedades aceptadas
- Salix lanata subsp. calcicola (Fernald & Wiegand) Hultén

Sinonimia
- Salix glandulifera Flod.
- Salix lanata subsp. glandulifera (Flod.) Hiitonen[4]